# GAZelle-Business

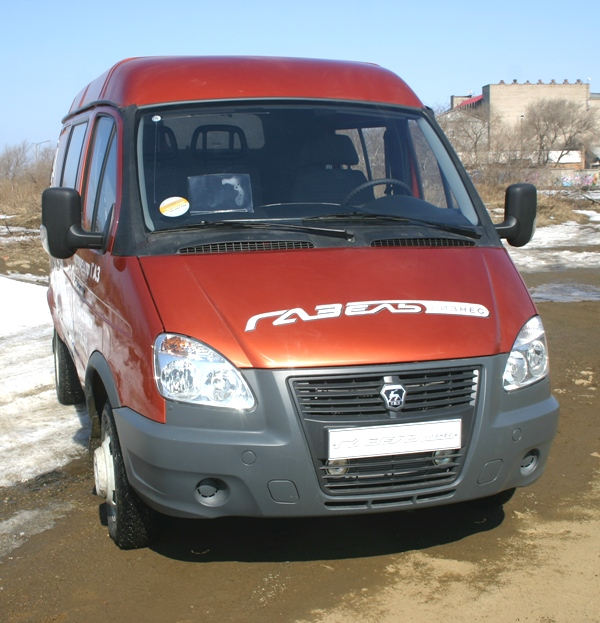
GAZelle-Business

De GAZelle-Business (Russisch: ГАЗель-Бизнес) is een kleine vrachtauto van Gorkovski Avtomobilny Zavod (GAZ), die in Nizjni Novgorod geproduceerd wordt in de varianten bestelwagen, minibus en pick-up. Het sinds 2010 verkrijgbare model is gebaseerd op de sinds 1994 gebouwde GAZelle en is een herziene versie van dit lichte bedrijfsvoertuig.

## Geschiedenis
De ontwikkeling begon in 2008, waarbij de statistieken van garantiereparaties, de verkoop van onderdelen en dealer- en klanttevredenheidsonderzoeken als basis dienden voor 130 constructiewijzigingen. Op 4 februari 2010 werd de GAZelle-Business officieel voorgesteld. 
Het model werd ontwikkeld als een tijdelijke oplossing om gelijke tred te houden met de toenemende import of assemblage van westerse en technisch hoogwaardiger producten zoals de Mercedes-Benz Sprinter, Fiat Ducato, Ford Transit of ook de Renault Trafic. Oorspronkelijk zou de LDV Maxus de opvolger van GAZelle worden en ook in Rusland worden gebouwd. Vanwege financiële problemen was dit echter slechts in kleine aantallen mogelijk en met het faillissement van LDV en de verkoop van de rechten aan SAIC moest GAZ zich heroriënteren, waardoor de Business werd ontworpen als een tijdelijke oplossing.
Met de GAZelle NEXT is er sinds 2013 een nieuw model dat op de lange termijn zowel de GAZelle-Business als de GAZelle-varianten die nog worden gebouwd moet vervangen.

## Beschrijving

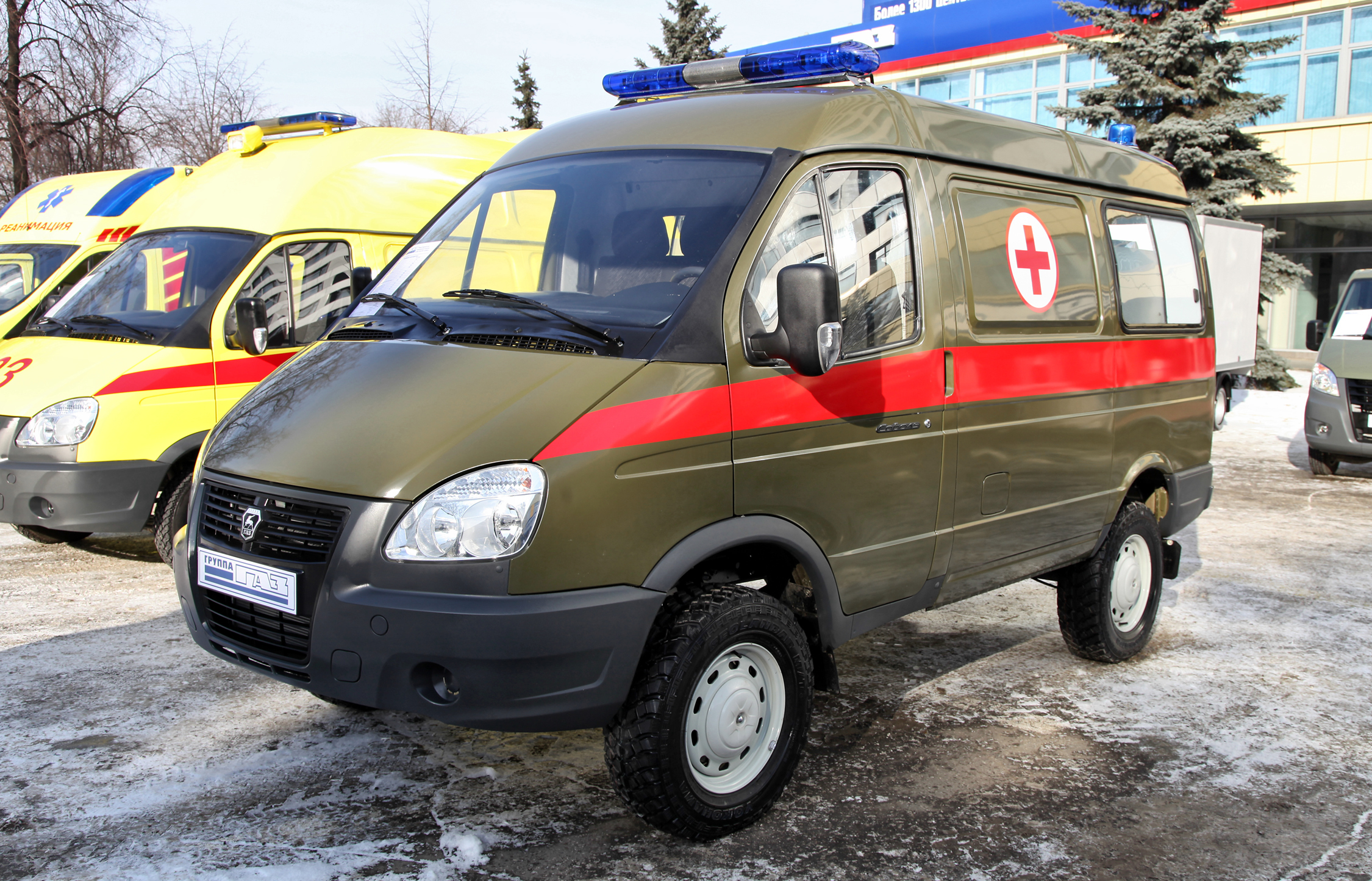
GAZelle-Business ambulance

Het opgegeven leeggewicht bedraagt 1850-1900 kg. De Business wordt gekenmerkt door hogere betrouwbaarheid, een 5 procent lager brandstofverbruik en een 8 procent kortere remweg. De garantie werd verhoogd van 10.000 naar 15.000 mijl en de prijs werd ook verhoogd in vergelijking met de GAZelle.
Als aandrijfbron wordt de benzinemotor UMP-4216 met 78 kW (106 pk) gebruikt, dit is een gemoderniseerde versie van de UMP-4.216.10 uit de GAZelle. Naast een nieuw motormanagementsysteem ligt het maximumkoppel nu op 220,5 Nm bij een voor benzinemotoren vrij laag toerental van 2500 tpm.
Verbeterde motorsteunen zijn afkomstig van de Anvis Group en de aluminium radiatoren van TRM. Bosch levert elektrische componenten en remdelen, met name de hoofdremcilinder en de rembekrachtiging. Daarnaast is er een standaard antiblokkeersysteem, dat ook door Bosch wordt geleverd. ZF levert onderdelen van de koppeling en de stuurbekrachtiging. Uiterlijk onderscheidt de GAZelle-Business zich van de GAZelle door een andere voorbumper, grille en nieuwe carrosseriekleuren. Van binnen zijn de verschillen kleiner. Naast een nieuwe snelheidsmeter, stuurwiel en extra opbergmogelijkheden zijn een audiosysteem van Blaupunkt en verwarmde buitenspiegels standaard.
Tot 2008 had de GAZelle een dieselmotor van Steyr maar later waren er alleen nog benzinemotoren leverbaar. Vanaf 20 juli 2010 wordt voor de GAZelle-Business ook een 2,8-liter ISF-turbodieselmotor van Cummins aangeboden, die optioneel verkrijgbaar is met cruise control. Sinds april 2011 is ook bij de vierwielaangedreven varianten ABS verkrijgbaar of standaard. Sinds juni 2011 is optioneel airconditioning beschikbaar, terwijl de benzinemotor door de UFG 4.216.70 werd vervangen.
In 2011 werd de Gazelle-Business marktleider in de markt voor lichte bedrijfsvoertuigen in Rusland en loste zijn voorganger af, die nog in enkele versies verder wordt gebouwd. Sinds februari 2013 is de benzinemotor ook als UMP-4216.70 met cng-conversie als aardgasvoertuig leverbaar.

Personenauto's:
GAZ-A ·
GAZ-M1 ·
GAZ-M415 ·
GAZ 12 ZIM ·
GAZ-13 Tsjaika ·
GAZ-14 Tsjaika ·
GAZ M20 Pobeda ·
GAZ M21 Volga ·
GAZ-22 Volga ·
GAZ 24 Volga ·
GAZ 31 Volga ·
GAZ-3102 Volga ·
GAZ-3110 Volga ·
GAZ-31105 Volga ·
GAZ-61 ·
GAZ-64 ·
GAZ-67 ·
GAZ-69 ·
GAZ-M72 ·
GAZ Volga Siber

Bestelauto's:
GAZelle ·
GAZelle-Business ·
GAZelle NEXT

Vrachtauto's:
GAZ-AA ·
GAZ-4 · 
GAZ-AAA ·
GAZ-MM ·
GAZ-21 ·
GAZ-S1 ·
GAZ-410 ·
GAZ-42 ·
GAZ-44 ·
GAZ-51 ·
GAZ-93 ·
GAZ-52 ·
GAZ-53 ·
GAZ-55 ·
GAZ-56 ·
GAZ-60 ·
GAZ-62 ·
GAZ-63 ·
GAZ-65 ·
GAZ-66 ·
GAZ-3307 ·
GAZ-3308 Sadko ·
GAZ-3309 ·
GAZ-3310 Waldai ·
GAZon NEXT ·
Sadko NEXT

Autobussen:
GAZ-03-30 ·
GAZ-05-193 ·
GZA-651 ·
GAZelle City

Militaire voertuigen:
BA-3/6 ·
BA-64 ·
BA-10 ·
BA-20 ·
BRDM-1 ·
BRDM-2 ·
BTR-40 ·
BTR-60 ·
BTR-70 ·
BTR-80 ·
BTR-90 ·
GAZ-46 ·
GAZ-2330 ·
GAZ-2975 Tigr ·
GAZ-34039 ·
GAZ-3409 ·
GAZ-3937 ·
GAZ-5903 ·
GT-S ·
GT-SM ·
SU-76 ·
T-38 ·
T-60 ·
T-70 ·
T-80 ·
GAZ-3344 ·
GAZ-3351 ·
VPK-3927 Wolk